# Корґимийса
Корґимийса (ест. Korgõmõisa), також Кирґемийса (ест. Kõrgemõisa) — село в Естонії, входить до складу волості Орава, повіту Пилвамаа.